# درة خرزهلة ده تشل (سر أسياب يوسفي)
درة خرزهلة ده تشل (بالفارسية: دره خرزهله ده چل) هي قرية تقع في إيران في قسم سر أسياب يوسفي الريفي. يقدر عدد سكانها بـ 19 نسمة بحسب إحصاء 2016.